# Henry Lascelles, IV conde de Harewood
Henry Thynne Lascelles (18 de junio de 1824 – 24 de junio de 1892), IV conde y barón de Harewood y IV vizconde Lascelles, fue un noble británico, hijo de Henry Lascelles, III conde de Harewood, y de Louisa Thynne, hija de Thomas Thynne, II marqués de Bath. Se casó en dos ocasiones: la primera en 1845 con lady Elizabeth Joanna de Burgh, hija de Ulick de Burgh, I marqués de Clanricarde, con quien tuvo seis hijos, y la segunda en 1858 con Diana Smyth, nieta de George FitzRoy, IV duque de Grafton, con quien tuvo otros ocho. Su primogénito, Henry Ulrick, le sucedió como conde de Harewood tras su muerte.